# بی‌پایان (ترانه رومئو سانتوس)
«بی‌پایان» (اسپانیایی: Sin Fin‎; انگلیسی: Endless) یک ترانه است که توسط رومئو سانتوس و جاستین تیمبرلیک، خوانندگان آمریکایی، نوشته و اجرا شده‌است. این ترانه دومین تک‌آهنگ از پنجمین آلبوم استودیویی سانتوس با نام فرمول، جلد ۳ (۲۰۲۲) است. هم تک‌آهنگ و هم موزیک ویدئوی آن در ۱ سپتامبر ۲۰۲۲، همزمان با آلبوم فرمول، جلد ۳ منتشر شدند.

## جدول‌های موسیقی
| جدول (۲۰۲۲)                               | بهترین جایگاه |
| ----------------------------------------- | ------------- |
| پورتوریکو (دیده‌بان لاتین)                 | ۱             |
| رومانی (ردیومونیتور)                      | ۱۳            |
| بیلبورد هات ۱۰۰ ایالات متحده              | ۱۰۰           |
| ترانه‌های داغ لاتین ایالات متحده (بیلبورد) | ۱۵            |
| لاتین ایرپلی ایالات متحده (بیلبورد)       | ۱             |
| تروپیکال ایرپلی ایالات متحده (بیلبورد)    | ۱             |